# ВЕС Балтік 1
ВЕС Балтік 1 (нім. Offshore-Windpark Baltic 1) — німецька офшорна вітроелектростанція, введена в експлуатацію у 2011 році. Місце для розміщення ВЕС обрали в Балтійському морі за 16 км на північ від півострова Цинґст (земля Мекленбург-Передня Померанія).
Спорудження станції розпочалось в 2010 році. Спочатку судно Sea Worker облаштувало 22 монопальні основи, заглиблені під морське дно на 16—19 метрів. Монопалі під вітрові агрегати мали довжину 37 метрів, діаметр 4,3 метра та вагу 215 тонн. На них зверху встановлювали перехідні елементи (до яких кріпляться власне вітрові турбіни) довжиною 27 метрів, діаметром 4,6 метра та вагою 250 тонн. Монопаля під офшорну трансформаторну станцію мала більші розміри — довжину 40 метрів, діаметр 5,3 метра та вагу 440 тонн, а її перехідний елемент вагою у 1415 тонн (включаючи льдозахисний конус вагою 530 тонн) монтував плавучий кран великої вантажопідйомності Matador 3.
Доставку та монтаж 21 вітрової турбіни виконало судно Sea Power. Підстанцію, яка мала розміри 22х30х16 метрів та вагу 900 тонн, встановив щойно згаданий Matador 3, а три трансформатори завантажило судно Sea Energy.
Видача продукції відбувається по головному експортному кабелю довжиною 77 км, що працює під напругою 150 кВ. Його підводний відтинок довжиною 61 км укладало судно Henry P. Lading. На суходолі продукція подається на підстанцію Bentwisch.
21 вітроагрегат ВЕС розміщено на площі 7 км2 в районі з глибинами моря до 18 метрів. На баштах висотою 67 метрів змонтували вітрові турбіни Siemens типу SWT-2.3-93 одиничною потужністю 2,3 МВт та діаметром ротора 93 метри.
Проект, реалізований енергетичною компанією із Баден-Вюртембергу EnBW, повинен виробляти 185 млн кВт-год електроенергії на рік.